# Heritiera densiflora
Heritiera densiflora är en malvaväxtart som först beskrevs av François Pellegrin, och fick sitt nu gällande namn av André Joseph Guillaume Henri Kostermans. Heritiera densiflora ingår i släktet Heritiera och familjen malvaväxter. Inga underarter finns listade i Catalogue of Life.